# 仁大镇
仁大镇，是中华人民共和国甘肃省平凉市静宁县下辖的一个乡镇级行政单位。
2015年，甘肃省民政厅批复同意撤销仁大乡，设立仁大镇。

## 行政区划
仁大镇下辖以下地区：
堡湾村、故坪村、阳洼村、南门村、高峡村、高沟村、李湾村、解放村、刘川村、杨湾村、新兴村、海湾村、西山沟村、西张村、东张村、东湾村、阳坡村、硖口村和扯弓塬村。